# Donna Ewin
Donna Ewin (Londres, 4 de junio de 1970) es una modelo de glamour y actriz británica.

## Biografía
Donna Clarissa Ground nació el 4 de junio de 1970 en el barrio londinense de Poplar, ubicado dentro del municipio de Tower Hamlets, al este de Londres. Ewin era el nombre de soltera de su madre. Al salir de la universidad se unió a la agencia Yvonne Paul Management y apareció por primera vez como chica de la Page 3 del diario The Sun a la edad de 17 años. Se encontró con una gran demanda, estableciéndose como una de las chicas de la página 3 más populares del circuito durante finales de los años 1980 y principios de 1990.
Ewin apareció en muchas revistas para adultos, como Mayfair y Playboy (a veces con el seudónimo de Nina Downe, un anagrama de Donna Ewin); y se rumoreó erróneamente que había aparecido como extra en la famosa escena de la orgía de la última película de Stanley Kubrick, Eyes Wide Shut (1999).